# Éditions de la Merci
 (novembre 2018).
Si vous disposez d'ouvrages ou d'articles de référence ou si vous connaissez des sites web de qualité traitant du thème abordé ici, merci de compléter l'article en donnant les références utiles à sa vérifiabilité et en les liant à la section « Notes et références ».
Les Éditions de la Merci sont une maison d'édition française fondée en 2008. Son siège se trouve à Perpignan. 

## Caractéristiques
Les Éditions de la Merci publient des œuvres de la littérature catalane en traduction française. 
Le catalogue est complété de deux ou trois livres par an. Les textes sont établis à l'aide des manuscrits, des éditions ou des documents d'origine.

## Catalogue
- Anònim del segle XIV, Mirall del fotre, 2020,  (ISBN 9791091193160)
- Anonyme du XIIIe s., Le Livre d'amour des femmes juives, 2017 (ISBN 979-10-91193-11-5)
- Anonyme du XIVe s., Le Livre de cuisine de Sent Soví, 2013 (ISBN 9791091193016)
- Anonyme du XVe s., Le Livre de l'arbre, de la vigne et du vin, 2017  (ISBN 9791091193108)
- Jafouda Bonsenyor, Paroles de sagesse d'un juif catalan, 2012  (ISBN 978-2-9531917-9-0)
- Francí de Castellví, Narcís Vinyoles & Bernat Fenollar, Échecs d'amour, 2020,  (ISBN 9791091193153)
- François Eiximenis, Contes et fables, 2009  (ISBN 978-2-9531917-2-1)
- François Eiximenis, Le Chrétien, 2010  (ISBN 9782953191769)
- François Eiximenis, L'art de manger, boire et servir à table, 2011  (ISBN 9782953191783)
- François Eiximenis, Le Gouvernement de la République, 2012  (ISBN 9791091193009)
- François Eiximenis, Saint Michel Archange, 2015  (ISBN 9791091193078)
- Vincent Ferrier (saint), Sermons, 2010  (ISBN 9782953191752)
- Vincent Ferrier (saint), Sermon sur la Passion prononcé à Toulouse le Vendredi-Saint 1416, 2016  (ISBN 9791091193085)
- Raymond Lulle, La Dispute des cinq sages, 2013  (ISBN 9791091193023)
- Raymond Lulle, Le Livre des mille proverbes, 2008  (ISBN 9782953191707)
- Raymond Lulle, Le Livre de l'intention, 2010  (ISBN 9782953191745)
- Raymond Lulle, Proverbes de Raymond, 2016,  (ISBN 9791091193092)
- Bernat Metge, Le Songe, 2015  (ISBN 9791091193061)
- Estefania de Requesens, Lettres intimes à ma mère, la comtesse de Palamós, 2014  (ISBN 9791091193047)
- Anselme Tourmède/Abdallah at-Tarjuman al-Mayurqui, Pourquoi j'ai embrassé l'islam, 2009  (ISBN 9782953191738)
- Anselme Tourmède/Abdallah at-Tarjuman al-Mayurqui, La Dispute de l'âne, 2018  (ISBN 9791091193139)
- Francesc de la Via, Frère Bernard, moine paillard, 2008  (ISBN 9791091193054)
- Isabelle de Villena (sœur), Femmes dans la Vie du Christ, 2008  (ISBN 9782953191714)
- Arnaud de Villeneuve, Le Livre des Vins, 2011  (ISBN 9782953191776)